# Propiedades intrínsecas y extrínsecas
En ciencia e ingeniería, una propiedad intrínseca es una propiedad de un sujeto específico que existe en sí mismo o dentro del sujeto. Una propiedad extrínseca no es esencial ni inherente al sujeto que se está caracterizando. Por ejemplo, la masa es una propiedad intrínseca de cualquier objeto físico, mientras que el peso es una propiedad extrínseca que depende de la fuerza del campo gravitacional en el que se coloca el objeto.

## Aplicaciones en ciencia e ingeniería
En la ciencia de los materiales, una propiedad intrínseca es independiente de la cantidad de material presente y es independiente de la forma del material, por ejemplo, una pieza grande o una colección de partículas pequeñas. Las propiedades intrínsecas dependen principalmente de la composición química fundamental y la estructura del material. Las propiedades extrínsecas se diferencian por depender de la presencia de contaminantes químicos evitables o defectos estructurales.
En biología, los efectos intrínsecos se originan en el interior de un organismo o célula, como una enfermedad autoinmune o inmunidad intrínseca.
En electrónica y óptica, las propiedades intrínsecas de los dispositivos (o sistemas de dispositivos) son generalmente aquellas que están libres de la influencia de varios tipos de defectos no esenciales. Tales defectos pueden surgir como consecuencia de imperfecciones de diseño, errores de fabricación o extremos operativos y pueden producir propiedades extrínsecas distintivas y a menudo indeseables. La identificación, optimización y control de las propiedades intrínsecas y extrínsecas se encuentran entre las tareas de ingeniería necesarias para lograr el alto rendimiento y la confiabilidad de los sistemas eléctricos y ópticos modernos.